# Объединение Германии (1990)

Федеративная Республика Германии, Западный Берлин и Германская Демократическая Республика

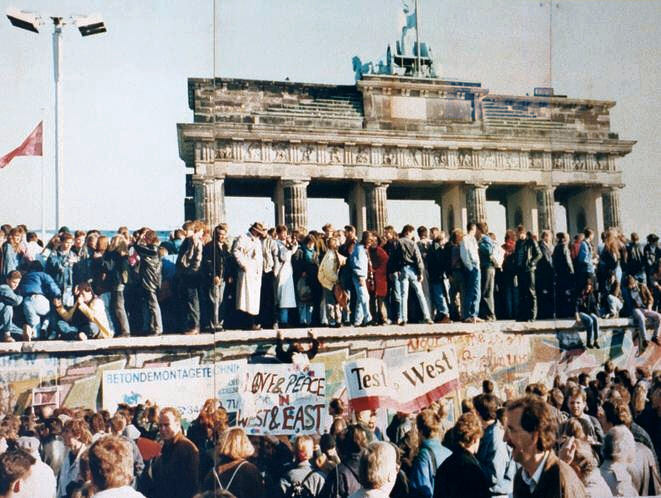
Падение Берлинской стены. Бранденбургские ворота, ноябрь 1989 года

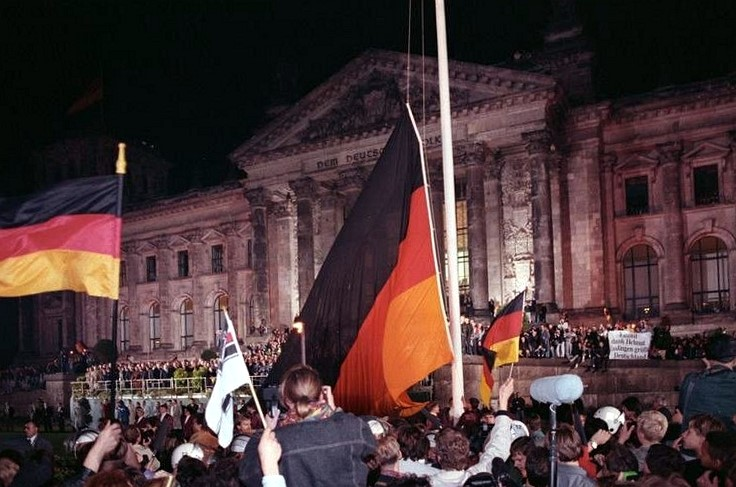
Подъём национального флага объединённой Германии 3 октября 1990 года в Берлине, возле здания рейхстага

Объедине́ние Герма́нии, официально: неме́цкое воссоедине́ние (нем. Deutsche Wiedervereinigung) или восстановле́ние еди́нства Герма́нии (Herstellung der Einheit Deutschlands) — состоявшееся 3 октября 1990 года вхождение ГДР в состав ФРГ в соответствии с конституцией ФРГ. При объединении не было создано нового государства, а на присоединённых территориях (Beitrittsgebiet) была введена в действие конституция ФРГ 1949 года, с её нарушением (после 1990 года принята новая редакция). ГДР прекратила своё существование. На территориях бывшей ГДР были воссозданы пять новых земель, объединённый Берлин также был провозглашён самостоятельной землёй. Правовую основу для объединения двух германских государств положил Договор об окончательном урегулировании в отношении Германии (также именуемый Договор «Два плюс четыре» — по государствам, подписавшим его: ГДР и ФРГ плюс Великобритания, Франция, СССР и США), город-государство Западный Берлин не участвовал в договоре.

## Предыстория

### Инициативы в рамках советско-западногерманских отношений
Первый шаг к объединению Германии был сделан в марте 1952 года.
«Нота Сталина» также известная как «мартовская нота» или «мирная нота», от 10 марта 1952 года, выдвинутая СССР, в которой предлагалось всем оккупационным державам (Великобритании, Франции, США, СССР) незамедлительно и при участии германского правительства начать разработку мирного договора с Германией, проект которого прилагался. СССР готов был согласиться на объединение страны, допустить существование немецкой армии, военной промышленности и свободной деятельности демократических партий и организаций, но при условии неучастия Германии в военных блоках.
Это привело к «Битве нот» между западными державами и Союзом, вследствие этого Запад фактически отверг советское предложение, настаивая на том, что объединённая Германия должна быть свободной для вступления в НАТО.
Значительно позднее, в октябре 1988 года, эта тема была продолжена во время визита канцлера ФРГ Гельмута Коля в Москву. Ещё до этого визита со стороны властей ФРГ были высказаны предположения по поводу возможного объединения Германии, на что от Михаила Горбачёва был получен обнадёживающий ответ: Генеральный секретарь ЦК КПСС, Председатель Президиума Верховного Совета СССР написал Колю письмо, в котором впервые появились слова о необходимости открытия «новой главы» в отношениях между двумя странами.
Во время ответного визита Гельмута Коля в Москву, где его ждал радушный приём, 28 октября 1988 года в Екатерининском зале Кремля между Горбачёвым и Колем состоялись важные переговоры, которые явились переломным моментом в решении вопроса об объединении ГДР и ФРГ.
В июне 1989 года во время визита Горбачёва в ФРГ было подписано совместное заявление. Сам Гельмут Коль характеризовал этот документ как некую черту, подведённую под прошлым, и одновременно как источник, освещающий путь в будущее. Горбачёв, со своей стороны, называл документ «прорывом». После этого руководители СССР и ФРГ ещё не раз встречались для выработки конкретного механизма объединения Германии. В итоге этих переговоров Горбачёв согласился на объединение Германии на условиях, выдвинутых Колем. Позднее многими ведущими политиками и руководителями СССР в адрес Горбачёва были высказаны претензии по поводу невыгодных, по их мнению, для Советского Союза условий объединения Германии. В частности, бывший Чрезвычайный и полномочный посол СССР в ФРГ В. М. Фалин сказал: «… ещё при канцлере ФРГ Людвиге Эрхарде называлась сумма в 124 млрд марок в порядке „компенсации“ за объединение Германии. В начале 1980-х годов — 100 млрд марок за то, чтобы мы отпустили ГДР из Варшавского договора и она получила бы нейтральный статус по типу Австрии. Я сказал Горбачёву: „У нас все возможности, чтобы добиться для Германии статуса безъядерной территории и не допустить расширения НАТО на восток; по опросам, 74 % населения нас поддержит“. Он: „Боюсь, поезд уже ушёл“. На деле он им сказал: „Дайте нам 4,5 млрд марок накормить людей“. И всё. Даже не списал долги Советского Союза обеим Германиям, хотя одно наше имущество в ГДР стоило под триллион!»".

### Роль США, Великобритании и Франции в объединении Германии
Согласно условиям капитуляции Германии, как страна, проигравшая Вторую мировую войну, германское государство находилось, по сути дела, под международным контролем стран-победительниц. Представителям Советского Союза пришлось немало постараться, чтобы убедить Маргарет Тэтчер дать своё согласие на воссоединение Германии. Президента Франции Франсуа Миттерана вначале тоже пришлось уговаривать. Американский президент Джордж Буш-старший с самого начала оказал безоговорочную поддержку действиям Коля, так как увидел в объединении Германии возможность для изменения баланса сил в мире в пользу США и НАТО.
В конце концов, консенсус стран-победительниц был достигнут, они согласились предоставить объединённой Германии полный суверенитет и 12 сентября 1990 года в Москве подписали Договор об окончательном урегулировании в отношении Германии.

### Общая обстановка в Европе накануне объединения и падение коммунистического режима в ГДР
Усиления оппозиции и либерализации Венгерской социалистической рабочей партии привело к революции 1989 года в Венгрии и последующему устранению «железного занавеса» между Венгрией и Австрией в мае 1989 года. 19 августа прошла демонстрация мира на австрийско-венгерской границе вблизи города Шопрона. С согласия обеих стран пограничные ворота на старой Братиславской дороге между деревнями Санкт-Маргаретен и Шопронкёхида открыли символически на три часа. Эти события привели в движение цепную реакцию, в результате которой перестала существовать ГДР и распался Восточный блок.
Под давлением народных масс в октябре 1989 года многолетний лидер ГДР, глава коммунистов Э. Хонеккер добровольно отказался от власти, передав её своему соратнику Эгону Кренцу. Новая власть ГДР была вынуждена смягчить пограничный режим на границе между Восточным и Западным Берлином, упростив переход границы. Это привело к массовому переходу границы между Восточным и Западным Берлином в ноябре 1989 года и падению Берлинской стены 9 ноября. 28 ноября 1989 года, через две недели после падения Берлинской стены, канцлер ФРГ Гельмут Коль объявил программу из 10 пунктов, призывающую обе Германии расширить свое сотрудничество с целью возможного воссоединения.

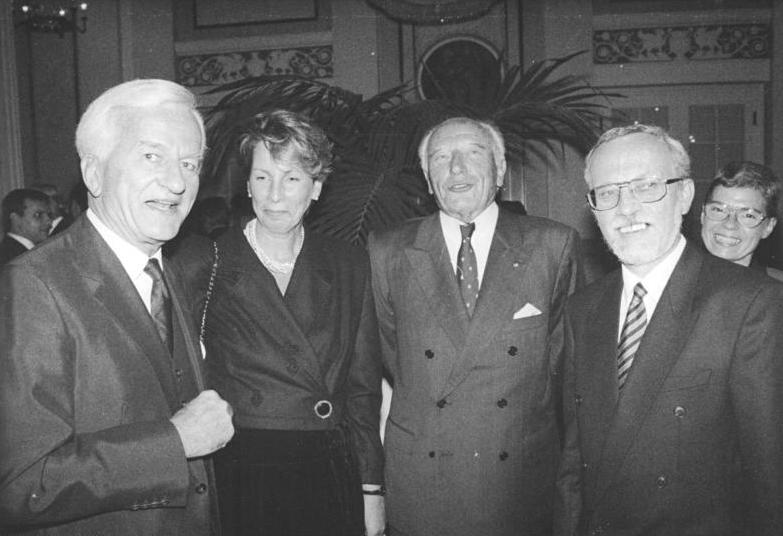
Лидеры ГДР и ФРГ в день объединения. Слева направо: Рихард фон Вайцзеккер, Сабина Бергман-Поль, Вальтер Шеель и Лотар де Мезьер

Предпосылкой к созданию общегерманского государства стали парламентские выборы в ГДР в марте 1990 года. На этих выборах с большим отрывом победили восточногерманские христианские демократы. Их лидер Лотар де Мезьер стал главой правительства ГДР. Новое правительство ГДР 19 апреля 1990 года заявило: «Народ ГДР является частью единого немецкого народа, который снова должен быть вместе».

## Основные этапы процесса объединения
18 мая 1990 года Коль и де Мезьер в Бонне подписали договор о создании единого экономического пространства. С 1 июля на территории ГДР вошла в обращение немецкая марка ФРГ, тогда как марка Германской Демократической Республики упразднялась.
8 июня 1990 года 22 наблюдателя от Западного Берлина стали полноценными депутатами Бундестага.
23 августа 1990 года Народная палата ГДР подала заявление о вступлении ГДР в состав ФРГ.
31 августа был заключён Договор об объединении ФРГ и ГДР, который подписали глава МВД ФРГ Вольфганг Шойбле и парламентский статс-секретарь ГДР Гюнтер Краузе. Для объединения двух стран была использована возможность, предусмотренная Конституцией ФРГ (статья 23): территория ГДР была включена в состав ФРГ, и действие конституции ФРГ было распространено на новую территорию.
12 сентября в Москве заключён «Договор об окончательном урегулировании в отношении Германии», подписанный главами внешнеполитических ведомств ФРГ, ГДР, СССР, США, Франции и Великобритании. Одним из условий объединения было включение в конституцию ФРГ положения о том, что после 1990 года все части Германии объединены и подписание договора с Польшей об окончательном признании границы между двумя государствами.
Объединение Германии состоялось 3 октября 1990 года. Этот день с тех пор является Днём германского единства (нем. Tag der deutschen Einheit) и отмечается ежегодно как национальный праздник. В этот день с 00:00 ГДР перестала существовать, её государственные институты были упразднены, армия была распущена, флот ликвидирован. Фактически ФРГ, присоединившая к себе ГДР, осталась членом ЕЭС и НАТО. В то же время полный суверенитет объединённая Германия обрела только 15 марта 1991 года — в день вступления в силу Договора об окончательном урегулировании в отношении Германии.
14 октября 1990 года в состав ФРГ вошли пять вновь воссозданных земель бывшей ГДР: Бранденбург, Мекленбург-Передняя Померания, Саксония, Саксония-Анхальт, Тюрингия и территория Берлина, границы которых частично отличаются от земель, действовавших в ГДР до 1952 года. В марте 1991 года, после окончания полномочий последнего руководителя магистрата Восточного Берлина, объединённый Берлин также был выделен в 16-ю землю Германии.
15 декабря 1990 года в 19:58 по центральноевропейскому времени завершено вещание одного из двух государственных телеканалов ГДР — DFF 1. На частотах DFF1 был запущен ARD. Телеканал DFF2, сменил название на DFF Länderkette, и продолжал свое вещание до 31 декабря 1991 года. Во время трансляции новогоднего шоу в ночь на 1 января 1992 года DFF Länderkette также завершил вещание, а его частоты были поделены между новыми земельными общественными телекомпаниями. Ликвидация радиовещательных каналов ГДР также осуществлялась поэтапно до 31 декабря 1991 года. Единственной радиостанцией ГДР, которой удалось избежать закрытия по 36 пункту Договора, стало радио Deutschlandsender Kultur, которое с 1 января 1992 года было передано в совместное владение ARD и ZDF и переименовано 1 января 1994 года в Deutschlandfunk Kultur.

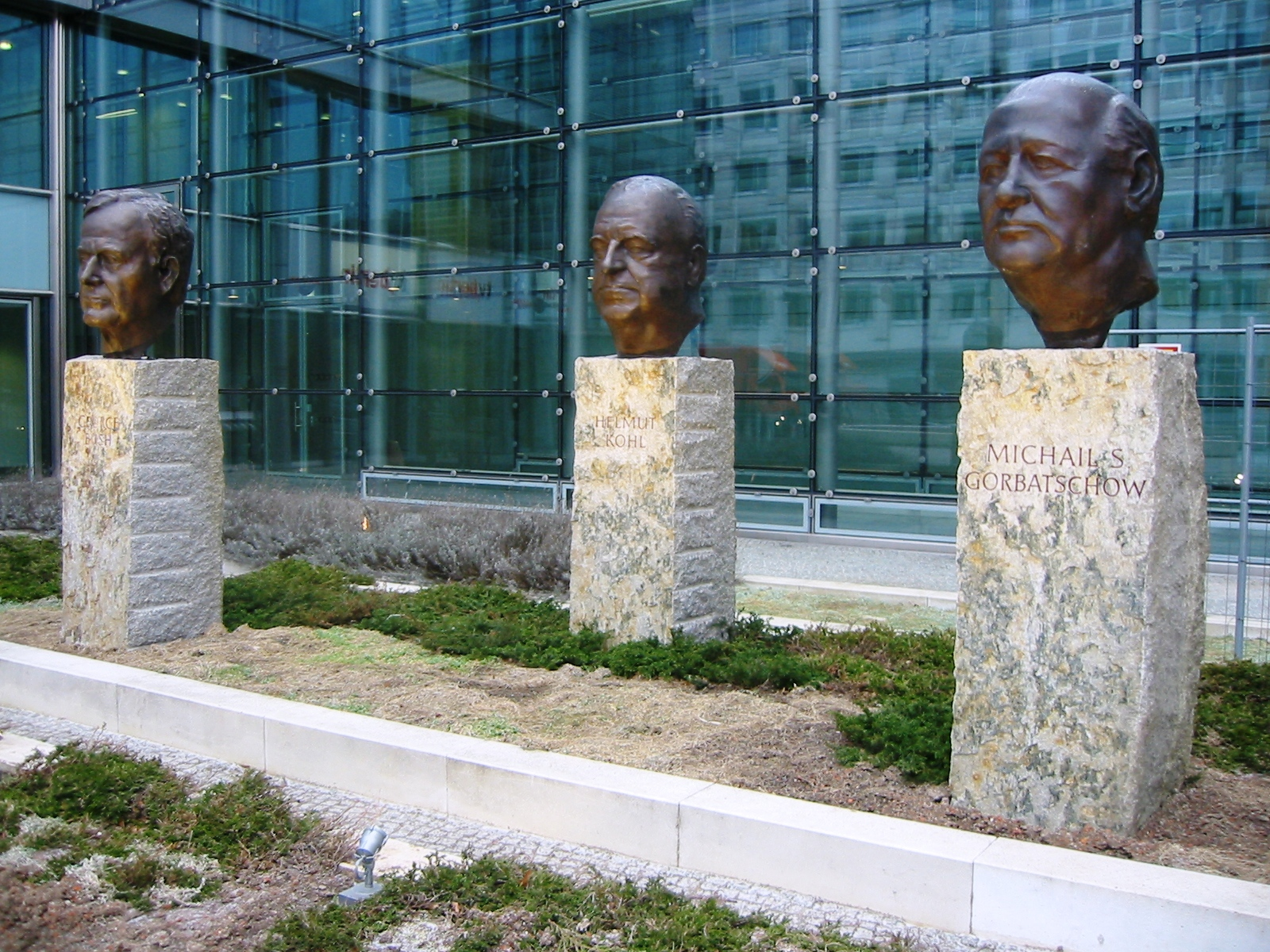
Памятник «Отцы объединения» возле здания издательства Аксель-Шпрингер в Берлине

Премьер-министр бывшей ГДР Лотар де Мезьер вначале вошёл в правительство ФРГ, однако вскоре был уличён в связях с Штази и ушёл в отставку.

## Экономический аспект
Работы по объединению Германии, а также перестройка экономики восточной Германии на новый лад, потребовали значительных дополнительных финансов. Для покрытия дополнительных затрат в 1991 году в Германии была введена надбавка солидарности, которая составляла 7,5 % от суммы подлежащих к уплате подоходного налога (для физических лиц) и налога на прибыль (для юридических лиц). Сейчас ставка этой надбавки составляет 5,5 % и взимается при превышении определённого уровня доходов. В 2018 сумма доходов от надбавки солидарности составила 18,93 миллиарда евро.
Экономический и валютный союз вступил в силу 1 июля 1990 года, при этом был осуществлён обмен марок ГДР на немецкие марки в соотношении 1:1 для заработной платы, пенсий и части наличности и в соотношении 2:1 — для долгосрочных сбережений и кредитных обязательств.

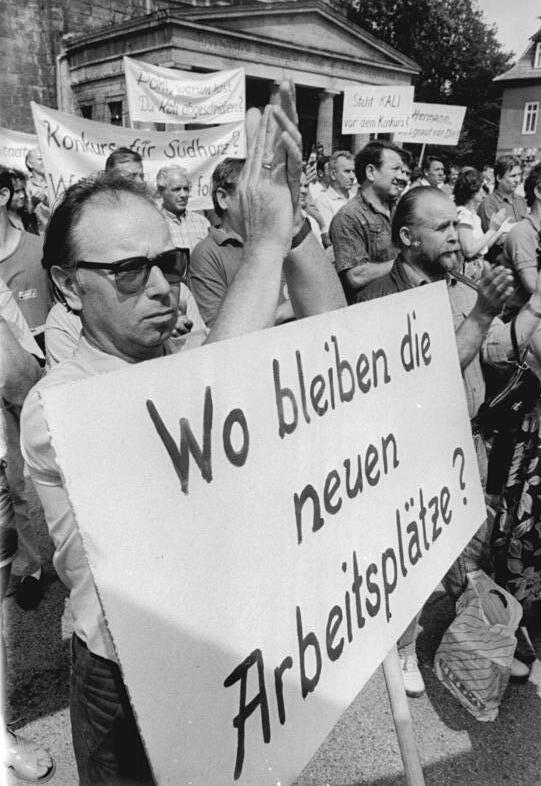
Демонстрация в Зондерсхаузене против закрытия местного предприятия по добыче калия, июль 1990 года. На плакате написано: «Где остаются новые рабочие места?»

После объединения Германии был начат процесс приватизации 14 тыс. «народных предприятий» бывшей ГДР. Для этого было создано специальное ведомство — Treuhandanstalt. К концу 1994 года было приватизировано 12 162 предприятия. В 1990 году ожидалось выручить от продажи имущества в ГДР 600 млрд марок, однако предприятия потребовали таких вложений, чтобы заинтересовать инвесторов, что в итоге от приватизации был получен убыток в размере в 270 млрд марок.
Многие предприятия Восточной Германии прекратили существование. В течение трех лет 71 % всех работников Восточной Германии был вынужден либо искать новую работу, либо оставаться в статусе безработных. К 2014 году количество рабочих мест на востоке страны составляло всего четверть от их числа в 1989 году. Это вызвало миграцию населения. В 1989 году в ГДР проживало 16,7 миллионов человек, а к 2006 году численность живущих в бывшей Восточной Германии сократилась до 14,6 миллиона человек, то есть уменьшилась на 13 процентов. Поскольку более 60 % тех, кто уехал на Запад, были моложе 30 лет, а уровень рождаемости резко снизился, средний возраст населения резко вырос, во многих регионах Восточной Германии преобладают пожилые люди. В 2013 году средний валовой доход работника в восточных землях Германии был на 25 процентов ниже, чем на западе страны. Средняя семья на востоке владела имуществом стоимостью 67 тысяч евро, а на западе — 153 тысяч евро, то есть в два раза больше.

## В культуре
- Объединение Германии и сопровождавшие объединение процессы в ГДР — основная тема фильма Вольфганга Бекера «Гуд бай, Ленин!».
- Прорыв Берлинской стены и предшествующие этому события показан в фильме «Улица Борнхольмер[нем.]».
- Данным событиям посвящена песня Scorpions «Wind of Change» («Ветер перемен»).